# Mistrovství světa v zápasu řecko-římském 2018
Mistrovství světa v zápasu řecko-římském za rok 2018 proběhlo v Papp László Budapest Sportaréně v Budapešti, Maďarsko ve dnech 25.-28. října 2018.

## Česká stopa
- -72 kg - Matouš Morbitzer
- -77 kg - Oldřich Varga
- -82 kg - Petr Novák
- -97 kg - Ondřej Dadák
- -130 kg - Štěpán David

## Program

### Vyřazovací boje
- ČT – 25.10.2018 – −55 kg, −63 kg, −72 kg, −82 kg
- PA – 26.10.2018 – −60 kg, −67 kg, −87 kg
- SO – 27.10.2018 – −77 kg, −97 kg, −130 kg

### Boje o medaile
- PA – 26.10.2018 – −55 kg, −63 kg, −72 kg, −82 kg
- SO – 27.10.2018 – −60 kg, −67 kg, −87 kg
- NE – 28.10.2018 – −77 kg, −97 kg, −130 kg

## Výsledky
| Kategorie | Podrobně | Zlato                    | Stříbro                    | Bronz                        | Bronz                     |
| --------- | -------- | ------------------------ | -------------------------- | ---------------------------- | ------------------------- |
| −55 kg    |          | Eldaniz Azizli (AZE)     | Džolaman Šaršenbekov (KGZ) | Ekrem Öztürk (TUR)           | Nugzar Curcumija (GEO)    |
| −60 kg    |          | Sergej Jemelin (RUS)     | Victor Ciobanu (MDA)       | Walihansailike (CHN)         | Ajdos Sultangali (KAZ)    |
| −63 kg    |          | Stěpan Marjanjan (RUS)   | Elmurat Tasmuradov (UZB)   | Lenur Temirov (UKR)          | Rahman Bilici (TUR)       |
| −67 kg    |          | Arťom Surkov (RUS)       | Davor Štefanek (SRB)       | Mejirdžan Šermachanbet (KAZ) | Gevorg Sa'akjan (POL)     |
| −72 kg    |          | Frank Stäbler (GER)      | Bálint Korpási (HUN)       | Ajik Mnacakanjan (BUL)       | Rasul Čunajev (AZE)       |
| −77 kg    |          | Alexandr Čechirkin (RUS) | Tamás Lőrincz (HUN)        | Viktor Nemeš (SRB)           | Kim Hjon-u (KOR)          |
| −82 kg    |          | Péter Bácsi (HUN)        | Emrah Kuş (TUR)            | Maksim Manukjan (ARM)        | Viktor Sosunovskij (BLR)  |
| −87 kg    |          | Metehan Başar (TUR)      | Žan Beleňuk (UKR)          | Artur Ša'injan (ARM)         | Robert Koblijašvili (GEO) |
| −97 kg    |          | Musa Jovlojev (RUS)      | Kiril Milov (BUL)          | Micheil Kadžaija (SRB)       | Mehdí Alíjárí (IRI)       |
| −130 kg   |          | Sergej Semjonov (RUS)    | Adam Coon (USA)            | Óscar Pino (CUB)             | Kim Min-sok (KOR)         |